# Выборы президента США в Орегоне (2024)
Вы́боры Президе́нта США 2024 го́да в Орего́не прошли во вторник, 5 ноября 2024 года. В них приняли участие все 50 штатов, а также округ Колумбия. Избиратели Орегона выбирали выборщиков, которые будут представлять их в Коллегии выборщиков, путём всенародного голосования. Орегон имеет 8 голосов выборщиков в Коллегии выборщиков после перераспределения в результате переписи населения США 2020 года (штат приобрёл голос).

## Внутрипартийные выборы
Праймериз обеих партий состоялись 21 мая 2024 года.

### Праймериз Демократической партии
| Кандидат            | Голоса  | %    | Делегаты |
| ------------------- | ------- | ---- | -------- |
| Джо Байден          | 397 702 | 87,1 | 66       |
| Марианна Уильямсон  | 33 603  | 7,4  | 0        |
| Вписанные кандидаты | 25 135  | 5,5  | 0        |
| Всего               | 456 440 | 100  | 66       |

### Праймериз Республиканской партии
| Кандидат            | Голоса  | %    | Делегаты |
| ------------------- | ------- | ---- | -------- |
| Дональд Трамп       | 297 299 | 91,6 | 31       |
| Вписанные кандидаты | 27 263  | 8,4  | 0        |
| Всего               | 324 562 | 100  | 31       |

## Всеобщие выборы

### Предвыборная статистика
Обозначения:
- Р — равенство
- НП — небольшое преимущество
- ДП — достаточное преимущество
- СП — существенное, но преодолимое преимущество
- ОП — огромное преимущество

| Источник              | Рейтинг | По состоянию на: |
| --------------------- | ------- | ---------------- |
| Cook Political Report | ОП (Д)  | 19 декабря 2023  |
| Inside Elections      | ОП (Д)  | 26 апреля 2023   |
| Sabato's Crystal Ball | ОП (Д)  | 29 июня 2023     |
| DDHQ/The Hill         | СП (Д)  | 8 июня 2024      |
| CNalysis              | ОП (Д)  | 30 декабря 2023  |
| CNN                   | ДП (Д)  | 14 января 2024   |
| The Economist         | СП (Д)  | 12 июня 2024     |
| 538                   | СП (Д)  | 11 июня 2024     |
| RCP                   | СП (Д)  | 26 июня 2024     |

### Опросы
Камала Харрис vs. Дональд Трамп
| Источник опроса           | Период проведения  | Размер выборки | Уровень погрешности | Камала Харрис Демократическая | Дональд Трамп Республиканская | НИ |
| ------------------------- | ------------------ | -------------- | ------------------- | ----------------------------- | ----------------------------- | -- |
| Public Policy Polling (D) | 16–17 октября 2024 | 716 (ПИ)       | ±3,7%               | 53%                           | 41%                           | 6% |
| Hoffman Research          | 24–26 июля 2024    | 700 (ПИ)       | ±3,7%               | 49%                           | 44%                           | 7% |